# Бюрс
Бюрс (нем. Bürs) — коммуна (нем. Gemeinde) в Австрии, в федеральной земле Форарльберг. Расположен по южную сторону железной дороги и фактически слит с городом Блуденц.
Входит в состав округа Блуденц. Площадь общины составляет 24,65 км², население — 3352 человека (1 января 2021), плотность населения — 136 чел./км². Официальный код — 80106.

## География

### Соседние коммуны
| С-З |            | Нюцидерс    | Блуденц | С-В |
| З   | Бюрзерберг | Роза ветров | Лорюнс  | В   |
| Ю-З | Бранд      | Фанданс     |         | Ю-В |

## Население
| Год  | Численность |
| ---- | ----------- |
| 1869 | 753         |
| 1889 | 1053        |
| 1890 | 1327        |
| 1900 | 1363        |
| 1910 | 1303        |
| 1923 | 1087        |
| 1934 | 1476        |
| 1939 | 1492        |
| 1951 | 1816        |
| 1961 | 2263        |
| 1971 | 2775        |
| 1981 | 2799        |
| 1991 | 2954        |
| 2001 | 3115        |
| 2011 | 3096        |
| 2021 | 3352        |

## Политическая ситуация
Бургомистр коммуны — Хельмут Циммерман (СДПА) по результатам выборов 2005 года. Совет представителей коммуны (нем. Gemeinderat) состоит из 24 мест.
- СДПА занимает 14 мест.
- АПС занимает 9 мест.

| Климатограмма Бюрс                                   | Климатограмма Бюрс | Климатограмма Бюрс | Климатограмма Бюрс | Климатограмма Бюрс | Климатограмма Бюрс | Климатограмма Бюрс | Климатограмма Бюрс | Климатограмма Бюрс | Климатограмма Бюрс | Климатограмма Бюрс | Климатограмма Бюрс |
| ---------------------------------------------------- | ------------------ | ------------------ | ------------------ | ------------------ | ------------------ | ------------------ | ------------------ | ------------------ | ------------------ | ------------------ | ------------------ |
| Я                                                    | Ф                  | М                  | А                  | М                  | И                  | И                  | А                  | С                  | О                  | Н                  | Д                  |
| 83 2 −5                                              | 70 5 −4            | 88 10 0            | 97 14 3            | 116 19 7           | 162 22 10          | 168 24 13          | 158 24 12          | 124 20 9           | 85 14 5            | 97 6 −1            | 94 3 −4            |
| Температура в °C • Сумма осадков в мм Источник: ZAMG |                    |                    |                    |                    |                    |                    |                    |                    |                    |                    |                    |